# Sacred Steel
Sacred Steel est un groupe allemand de metal extrême, originaire de Louisbourg.

## Histoire
Avant de rejoindre Sacred Steel, les membres participaient à d'autres groupes et projets, mais n'ont commencé à se faire connaître en tant que musiciens qu'à partir de 1996, après la formation de leur nouveau groupe. Après avoir assuré la première partie de groupes comme Blitzkrieg, ils sont le premier groupe allemand à signer un contrat avec Metal Blade Records en avril 1997. Leur premier album, Reborn in Steel, sort en octobre de la même année.
En 1998, Sacred Steel joue un concert au Wacken Open Air, enregistre son deuxième album avec Bill Metoyer comme producteur et est présélectionné pour une nomination aux Grammy Awards pour la « meilleure performance heavy metal ». En novembre de la même année, Wargods of Metal sort et surpasse le premier album en termes de ventes. En 1999, le groupe part en tournée européenne, publie plusieurs morceaux sur des compilations et participe à un autre concert au Wacken. En 2000, le groupe enregistre son troisième album, Bloodlust, qui sort à la fin de l'année. Le producteur est Achim Köhler, qui devait également produire les albums suivants.
En 2001, Sacred Steel repart en tournée plus longue, notamment avec Primal Fear et Children of Bodom, commence à travailler sur son prochain album et signe un nouveau contrat avec Massacre Records. En 2002, Slaughter Prophecy sort, produit par la même équipe que son prédécesseur,. Les activités live du groupe se réduisent de plus en plus à des concerts isolés, de courtes tournées et des festivals underground. Diverses petites publications et signes de vie suivent, comme le morceau titre de l'album hommage de Century Media à Uriah Heep (A Return to Fantasy), des morceaux de complication ou un single en vinyle limité en collaboration avec Wizzard.
En 2004, Iron Blessings est enregistré et présenté le 30 octobre 2004 lors d'une grande fête de sortie à la Karlskaserne de Louisbourg. C'est également là qu'est enregistré le CD/DVD live Live Blessings, qui ne sort qu'en 2006. Toujours avec la même équipe autour d'Achim Köhler, Iron Blessings est réalisé dans la continuité de Slaughter Prophecy. Une semaine après le concert, ils se produisent au festival Keep It True.
Après une année 2005 plutôt calme pour Sacred Steel, la sortie du DVD Live Blessings marque la fin d'une époque, puisque Jörg Michael Knittel et Oliver Großhans, les deux guitaristes de la formation originale qui existait jusqu'alors, quittent le groupe pour se consacrer à leur projet de death metal My Darkest Hate. Jens Sonnenberg passe alors de la basse à la guitare et Kai Schindelar rejoint le groupe en tant que nouveau bassiste, Jonas Khalil (ex-Eternal Glory et ancien roadie de la guitare) en tant que deuxième guitariste.
En 2006, le groupe enregistre son premier album avec la nouvelle formation, en collaboration avec Harris Johns, producteur de Sodom.
Le groupe Heiligs Blechle est nommé en référence à Sacred Steel, d'après le proverbe souabe Heilig's Blechle, qui peut être librement traduit en anglais par « sacred steel ».

## Style musical
Musicalement, Sacred Steel évolue entre le true metal à l'américaine et le thrash ou speed metal plus dur, tout en laissant régulièrement la place à d'autres influences comme l'epic metal ou le doom metal.

## Autres projets
Les membres fondateurs et anciens guitaristes Jörg Knittel et Oliver Großhans quittent Sacred Steel en 2005 pour se concentrer sur leur groupe de death metal My Darkest Hate. Knittel joue également dans Dawn of Winter.
Knittel et Jens Sonnenberg gèrent avec Andreas Preisig le label Iron Glory Records entre 1997 et 2004. Après la séparation d'Iron Glory, Preisig fonde un nouveau label, Battlecry Records.
Sonnenberg a joué entre autres pour Stikki Fykk et Baphomet. Il a été éditeur et rédacteur en chef d'un fanzine pendant plusieurs années. Il est l'oncle du musicien indie et pop Björn Sonnenberg, qui joue de la guitare dans Karpatenhund.
Gerrit P. Mutz continue de chanter dans Dawn of Winter et Chapel of Gore avec Jonas à la guitare.
Le batteur Matthias Straub a joué dans le groupe allemand de power metal Mystic Prophecy. Il a également joué de la batterie sur le premier album de Stikki Fykk, Fazt Carz An' Rock'n Roll Starz.
Le guitariste Jonas Khalil joue également déjà avec Stikki Fykk, il est avec Gerrit dans Chapel of Gore et joue dans Disbelief. Il est également guitariste du groupe de speed metal Eternal Glory entre 1999 et 2000.
Kai Schindelar est également membre de Lanfear et a joué de la basse sur l'album Sleazy We Meow! de Stikki Fykk. 

## Discographie

### Albums studio
- 1997 : Reborn in Steel
- 1998 : Wargods of Metal
- 2000 : Bloodlust
- 2002 : Slaughter Prophecy
- 2004 : Iron Blessings
- 2006 : Hammer of Destruction
- 2009 : Carnage Victory
- 2013 : The Bloodshed Summoning
- 2016 : Heavy Metal Sacrifice

### Autres
- 2003 : Metal Forever Vol. 1 (split vinyle avec Wizzard (groupe finlandais)) (MDD Records)
- 2006 : Live Blessings (double CD-DVD live)